# Prokop Remeš
Prokop Remeš (* 12. dubna 1952, Praha) je český lékař, gynekolog, psychoterapeut a religionista specializující se na sekty a nové náboženské směry, zakládající člen Společnosti pro studium sekt a nových náboženských směrů.

## Biografie
Po absolvování klasické třídy Akademického gymnázia ve Štěpánské ulici 22 ukončil roku 1977 studium na FVL UK v Praze. V roce 1980 získal atestaci z gynekologie a v roce 1997 atestaci z psychiatrie. Od roku 1984 působí jako samostatně pracující lékař - gynekolog v Psychiatrické léčebně v Bohnicích, kde zároveň od roku 1992 vede psychoterapeutické skupiny hagioterapie v rámci léčby látkových závislostí. V roce 1994 ukončil dálkové studium teologie na KTF UK, čímž dovršil svá předchozí studia teologie ve strukturách podzemní církve, v tzv. Dvořákově skupině (Ivan O. Štampach). V době totality prošel současně výcvikovými semináři pastorační terapie (ve spolupráci s podzemními aktivitami v bývalé NDR). V rámci České křesťanské akademie pak absolvoval skupinový výcvik u PhDr. Darji Kocábové se zaměřením na hlubinnou psychoterapii komunitní tradice SUR (1997 – 2002) a v roce 2008 absolvoval supervizní výcvik ČIS.
V současné době pracuje jako výcvikový terapeut – senior v rámci výcvikových komunit SUR  Je tréninkovým lektorem a učitelem Pražské vysoké školy psychosociálních studií.  a jako externista přednáší studentům středních i vysokých škol. Aktivně pracuje v etické komisi České psychoterapeutické společnosti.
V roce 2000 se stal zakládajícím členem Společnosti pro hagioterapii a pastorační medicínu a zároveň byl zvolen jejím předsedou. V roce 2008 se stal předsedou Psychoterapeutické sekce České křesťanské akademie.

## Hagioterapie
Jako atestovaný psychiatr, vystudovaný teolog a erudovaný psychoterapeut je zakladatelem psychoterapeutického směru hagioterapie, který rozvinul v rámci svého působení v psychoterapeutických skupinách pro závislé. Jedná se o formu existenciální terapie, prováděnou prostřednictvím biblických příběhů, které se dotýkají hlubokých existenciálních témat, jako je vina, utrpení, dobro, zlo, smrt, smysl života apod. Bible tak slouží klientovi jako zrcadlo jeho vlastních náhledů na život. Metoda je vhodná i pro věřící i nevěřící klienty. 
Tvrdí, že znásilnění ženy je přijatelnější než znásilnění muže. A to v návaznosti na příběh z Bible, kde se ve zkratce jedná o toto: Za Lotem přijdou poslové a obyvatelé sodomy je hodlají znesvětit a on místo toho jim nabídne své dcery. Pacienti jsou s jeho výroky často velmi nespokojeni.

## Sekty, nové náboženské směry
V roce 1992 spoluzaložil Společnost pro studium sekt a nových náboženských směrů. V rámci této společnosti poskytuje poradenství členům sekt i jejich rodinám. Často poskytuje odborné komentáře a expertizy k problematice sekt a satanismu.

## Výběrová bibliografie
- Remeš, Prokop, Halamová Alena, Nahá žena na střeše, Portál, Praha 2004, ISBN 80-7178-921-6; 2. vydání Jiří Sušanka - POMPEI, Praha 2013, ISBN 978-80-905580-0-7
- Remeš Prokop: Antony de Mello a teorie duchovního života, Teologické texty, č. 4/2001,viz též http://www.teologicketexty.cz/casopis/2001-4/Anthony-de-Mello-a-teorie-duchovniho-zivota.html
- Remeš Prokop, Bible a její psychoterapeutický potenciál, Teologické texty č. 2/1999, viz též: /http://www.teologicketexty.cz/casopis/1999-2/Bible-a-jeji-psychoterapeuticky-potencial.html
- Remeš, Prokop, Hagioterapie – nový směr psychoterapie?, Česká a slovenská psychiatrie, 94, 1998, č. 4, 206-211
- Remeš, Prokop, Na příjemce zaměřená hermeneutika a psychoterapie, Teologické texty č. 2/200, viz též: http://www.teologicketexty.cz/casopis/2002-2/Na-prijemce-zamerena-hermeneutika-a-psychoterapie.html
- Remeš, Prokop, Svědkové Jehovovi – historický přehled, Praha: Oliva, křesťanské nakladatelství pro Společnost pro studium sekt a nových náboženských směrů 1995, s. 3.
- Remeš Prokop, Svědkové Jehovovi nebo bible?, Fokus, Praha 1990.

Častěji přispívá do čtvrtletníků Revue Universum České křesťanské akademie http://www.krestanskaakademie.cz/revue-universum/ Archivováno 17. 2. 2013 na Wayback Machine., Dingir, religionistického časopisu o současné náboženské scéně http://www.dingir.cz/ a do slovenského časopisu Rozmer, časopisu pre kresťansků duchovnú orientáciu https://web.archive.org/web/20110917190904/http://www.sekty.sk/.